# Arthrobotryum
Arthrobotryum är ett släkte av svampar. Arthrobotryum ingår i divisionen sporsäcksvampar och riket svampar.